# Canal Rin-Meno-Danubio
El canal Rin-Meno-Danubio, también llamado canal RMD y canal de Europa, es un canal de navegación de gran capacidad, inaugurado el 25 de septiembre de 1992. Este canal interconecta el Meno, afluente del Rin, al Danubio. Permite el tráfico de las mayores barcazas, las de 350 toneladas, y sus convoyes empujados de 3300 toneladas atraviesan Europa, desde el mar del Norte hasta el mar Negro en tres semanas.
En total fueron necesarios más de 70 años para construir un canal de 171 km de longitud. Una de las dificultades fue la de cruzar el parque natural Altmühltal sin producir daños ecológicos irreversibles.

## Historia

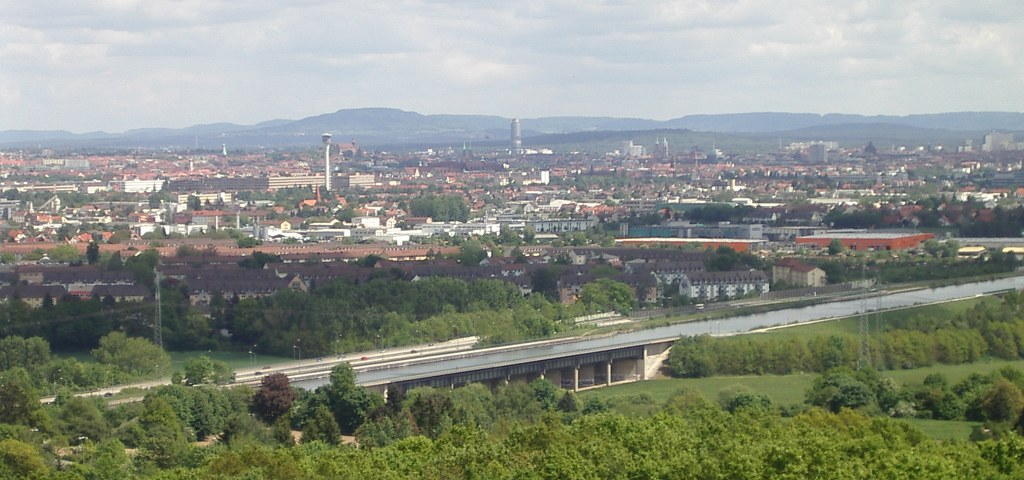
El canal Rin-Meno-Danubio en la proximidad de Núremberg.

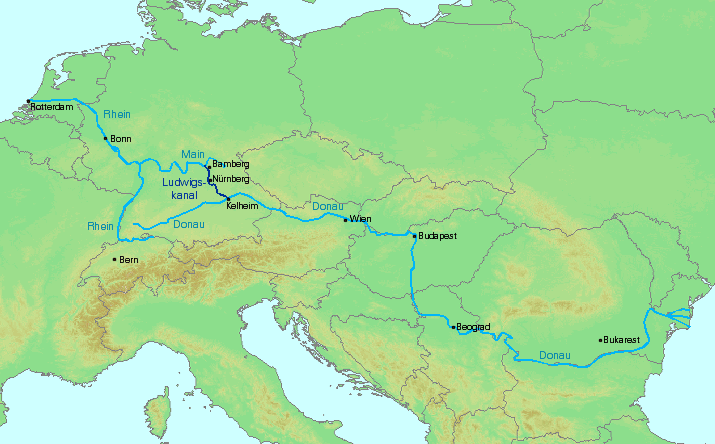
El canal en el contexto del Rin y del Danubio.

El emperador Carlomagno ya tenía esta ”idea descabellada” relatada por Mercator: Conectar el Rin al Danubio. En el año 793, en las proximidades de la actual Treuchtlingen, inició un cantero de obras con siete mil hombres: sin embargo, no consiguieron avanzar más de 1400 metros, la empresa había sido vencida por las dificultades y abandonada, a causa principalmente del deslizamiento del barro, inundaciones y hundimiento de las riberas a consecuencia de las fuertes lluvias (según Mercator).
Sin embargo, según otras fuentes, esta obra, llamada Fossa Carolina, habría sido concluida, pero progresivamente abandonada debido al alto costo que representaba mantenerla operativa.

## Impactos ambientales
El canal Rin-Meno-Danubio ha puesto en contacto dos cuencas hidrográficas que no tenían una interconexión natural, de esta forma se ha creado un vector para especies acuáticas invasoras (mejillón cebrado, invertebrados, etc.). 
El impacto sobre la circulación de las aguas puede ser de diversos tipos: sobre los cursos de agua que involucra y sobre la recarga de los acuíferos.
Por otra parte, el transporte fluvial pesado permitido por el canal es ambientalmente positivo desde el punto de vista del ahorro de energía con relación al transporte terrestre.